# 乔万尼·薄伽丘

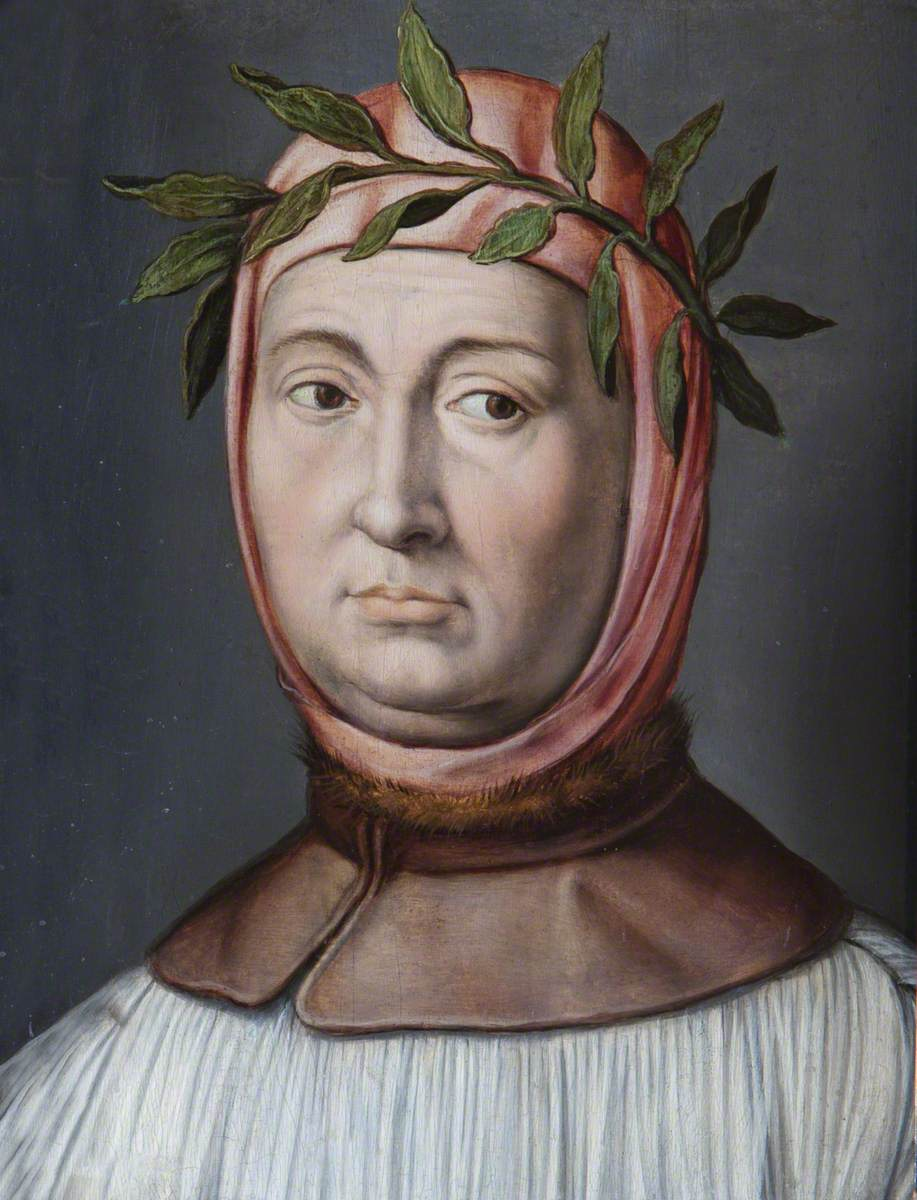
16世纪的画像

喬凡尼·薄伽丘（義大利語：Giovanni Boccaccio，1313年6月16日—1375年12月21日），是意大利文藝復興時期佛罗伦萨共和国的作家、詩人及人文主義者，以故事集《十日談》留名後世。

## 生平
薄伽丘是佛罗伦萨商人凯利诺和一个法国女人的私生子。出生於佛罗伦斯附近的切塔尔多（Certaldo），（一说出生于巴黎）幼年时生母去世，薄伽丘跟随父亲来到佛罗伦萨，不久后父亲再婚，他在严厉的父亲和冷酷的后母看管中度过了童年。
后来薄伽丘被父亲送到那不勒斯学习经商，但他并不感兴趣。薄伽丘自幼喜欢文学，他开始自学诗学，阅读了很多经典作家的作品，这段市井生活让他了解到市民和商人的思想情感，为他日后写下《十日谈》做了铺垫。在那不勒斯生活期间，薄伽丘得以出入罗伯特国王的宫廷，他和很多人文主义诗人、学者、神学家、法学家广泛交游，并且接触到了贵族骑士的生活。薄伽丘在宫廷里认识了罗伯特的私生女玛丽亚，对她产生了爱慕之意，薄伽丘在日后文学作品中塑造的一些女性形象，可以看到玛丽亚的影子。
1340年冬天，薄伽丘父亲的商业活动走了下坡路，家庭经济捉襟见肘。薄伽丘无法再维持原来的悠闲生活，就回到了佛罗伦萨。在尖锐政治斗争中，他始终站在共和政府的一边，并且多次受共和政府委托前往意大利执行外交使命。
1350年，薄伽丘和诗人彼特拉克相识，这两位卓越的人文主义者建立了深厚的友谊。
薄伽丘才華洋溢，是一位多產作家，寫過傳奇、敘事詩、史詩、短篇故事集等。傳世的作品有《菲洛柯洛》（1336年）、《似真似幻的愛情》（1342年－1343年）、《十日談》（1348年－1353年）、《愛的摧殘》（1340年）、《愛情十三問》（1340年）、《大鸦》( Corbaccio )（1355年）等。
薄伽丘最出色的作品是《十日談》( il Decameron )，敘述1348年黑死病第二次大流行時，十名青年男女在鄉村Fiesole山上的別墅避難，終日遊玩歌唱，每人每天講一則故事，十天講了一百則故事，既有王公贵族，骑士僧侣，也有贩夫走卒，市井平民，情节多姿多彩，成為《十日談》的主要內容。在《十日談》中，羅馬教會教士簡直成了惡魔的代名詞，貪財好色，甚至無惡不作。
《愛的摧殘》又名《菲洛斯特拉托》（Filostrato），是用義大利語佛羅倫斯方言寫成的長篇敘事詩，“Filostrato”是指被愛情擊倒的人，內容取材於義大利人圭多（Guido delle Collone）的《特洛伊故事集》（Historia Trojana），描述希臘神話中的特洛伊戰爭。
1374年，曾鼓勵薄伽丘學習希臘文的良師益友彼特拉克病逝，薄伽丘失去了知音，精神上遭受到沉重的打擊。1375年，薄伽丘在貧困交迫中辭世於切塔尔多。曾被他嘲諷的教會并沒有放過他，甚至派人挖掘他的墳墓並砸毀墓碑来洩愤。